# Bottapotamon
Bottapotamon is een geslacht van kreeftachtigen uit de klasse van de Malacostraca (hogere kreeftachtigen).

## Soorten
- Bottapotamon engelhardti (Bott, 1967)
- Bottapotamon fukiense (Dai, G. X. Chen, Song, Fan, Lin & Zeng, 1979)
- Bottapotamon lingchuanense Türkay & Dai, 1997
- Bottapotamon nanan X. Zhou, Zhu & Naruse, 2008
- Bottapotamon yonganense (Y.-Z. Cheng, Lin & Luo, 1993)
- Bottapotamon youxiense Y.-Z. Cheng, Lin & Y.-S. Li, 2010